# Alem (Nederland)
Alem is een Nederlands dorp in de Gelderse gemeente Maasdriel, gelegen aan de Maas. Het dorp telt 635 inwoners (per 1 januari 2023).

## Toponymie
Alem is afgeleid van Alaheim, in een document uit 1107 geschreven als Aleym en Aleim. Het eerste deel van de naam ala, is een Germaanse aanduiding voor geheel, groot. Het tweede deel van de plaatsnaam is afgeleid van 'heim', dat woonplaats betekent.

## Geschiedenis
Alem wordt voor het eerst genoemd in een document uit 1107. De plaats was gelegen binnen een Maasmeander op een stroomrug. De plaats heeft een kapittelkerk gekend die gewijd was aan de Heilige Odrada, die er begraven is. Omtrent de stichting van deze kerk is weinig bekend, maar de Abdij van Sint-Truiden was erbij betrokken en in de archieven van deze abdij zijn tal van stukken hieromtrent bewaard. Het was blijkbaar Otto I, Graaf van Duras, die het lichaam van Odrada naar Alem heeft gebracht en daar een basiliek liet bouwen en geestelijken aanstelde om de verering van Odrada te verzorgen. Duras was nauw bij de Abdij van Sint-Truiden betrokken. De graaf had heerlijke rechten in Alem en hij zou de heerlijkheid aan de Abdij hebben geschonken. Daarom wordt tevens aangenomen dat de kerk in het midden der 11e eeuw gesticht is. Van 1811 tot 1821 was Alem een zelfstandige gemeente. Van 1821 tot 1958 maakte de plaats deel uit van de Noord-Brabantse gemeente Alem, Maren en Kessel. Toen deze gemeente werd opgeheven, kwam Alem in de Gelderse gemeente Maasdriel te liggen.

### Kanalisering van de Maas
Tot begin jaren dertig van de twintigste eeuw lag Alem aan de zuidelijke, Brabantse kant van de Maas (Maasland). Als gevolg van het kanaliseren van de Maas omstreeks 1935, kwam Alem op de noordelijke oever te liggen. Aldus maakt Alem nu de facto deel uit van de Bommelerwaard.
Er is sprake geweest van de bouw van een nieuw dorp op de Brabantse oever, zodat de inwoners in hun eigen provincie konden wonen, maar uiteindelijk is dit nieuwe dorp niet gebouwd en is Alem in 1958 bij de Gelderse gemeente Maasdriel gevoegd; dit als onderdeel van de Gelders-Brabantse grenscorrecties van 1958. De andere dorpen Maren en Kessel werden bij de gemeente Lith gevoegd. 
Sinds de kanalisering is Alem via een dam verbonden met de Maasdijk tussen Rossum en Kerkdriel en vormt zodoende een schiereiland. In eerste instantie zou de dam rechtstreeks van Alem naar Rossum lopen - veel korter -, maar omdat de Alemers liever afstand tot Rossum wilden behouden en omdat Kerkdriel Alem wilde 'inlijven', werd voor dit compromis gekozen.

### Kerkelijke geschiedenis
In 1107 gaf Paus Paschalis II toestemming aan de abt van Sint-Truiden om de seculiere kanunniken door monniken te vervangen. Er waren 7 kanunniken en deze verkregen inkomsten uit landerijen en van het pontveer over de Maas. De inkomsten waren karig en ook de bevolking was arm en had conflicten met het kapittel. Bovendien haalde de Abdij van Sint-Truiden vele inkomsten naar zich toe. De oorspronkelijke kapittelkerk werd door de Maas verzwolgen vóór 1304. Het kapittel werd eind 14e eeuw opgeheven wegens gebrek aan inkomsten. Een nieuwe kerk werd toen gebouwd, die eind 16e begin 17e eeuw werd verwoest en in 1609 herbouwd. In 1617 zijn, ten gevolge van de onlusten in de Tachtigjarige Oorlog, relieken en kostbaarheden uit Alem naar 's-Hertogenbosch overgebracht. Vermoedelijk is toen de heilige Hubertus tot patroonheilige genomen, die hier ook al eerder vereerd werd. De pastoor vluchtte in 1636 naar Bokhoven en in 1648 kwam deze kerk aan de hervormden, om in 1717 eveneens door de Maas te worden verzwolgen, om in 1719 te worden herbouwd, deels met materiaal van de zojuist verwoeste kerk.
Ook de katholieke schuurkerken, die bestonden vanaf eind 17e eeuw, werden herhaaldelijk door overstromingen getroffen, zoals in 1703, 1711 en 1716. In 1758 kwam een nieuwe schuurkerk gereed die in 1829 verbeterd en verfraaid werd om in 1874 door de huidige kerk te worden vervangen.

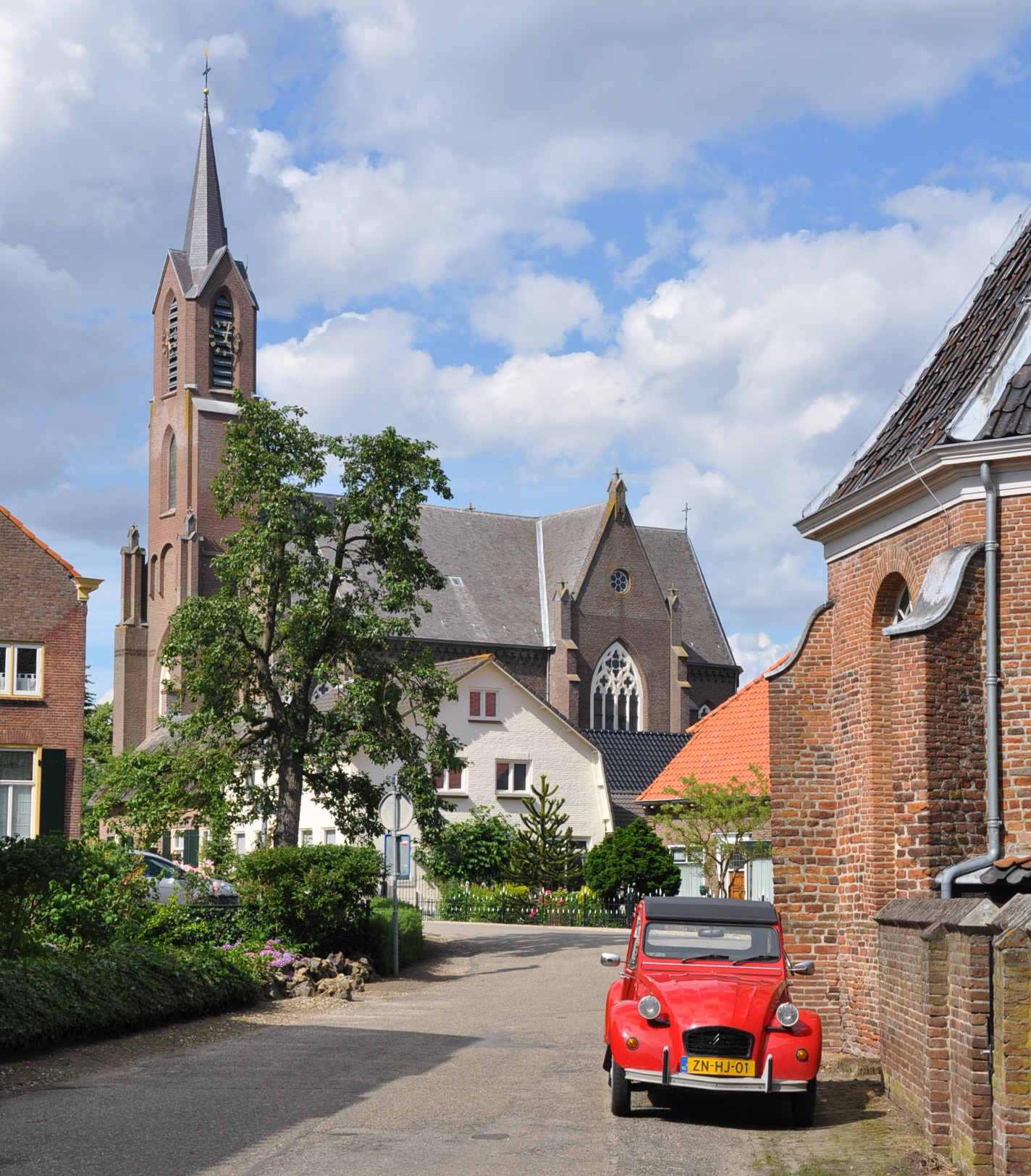
Tafereel in Alem
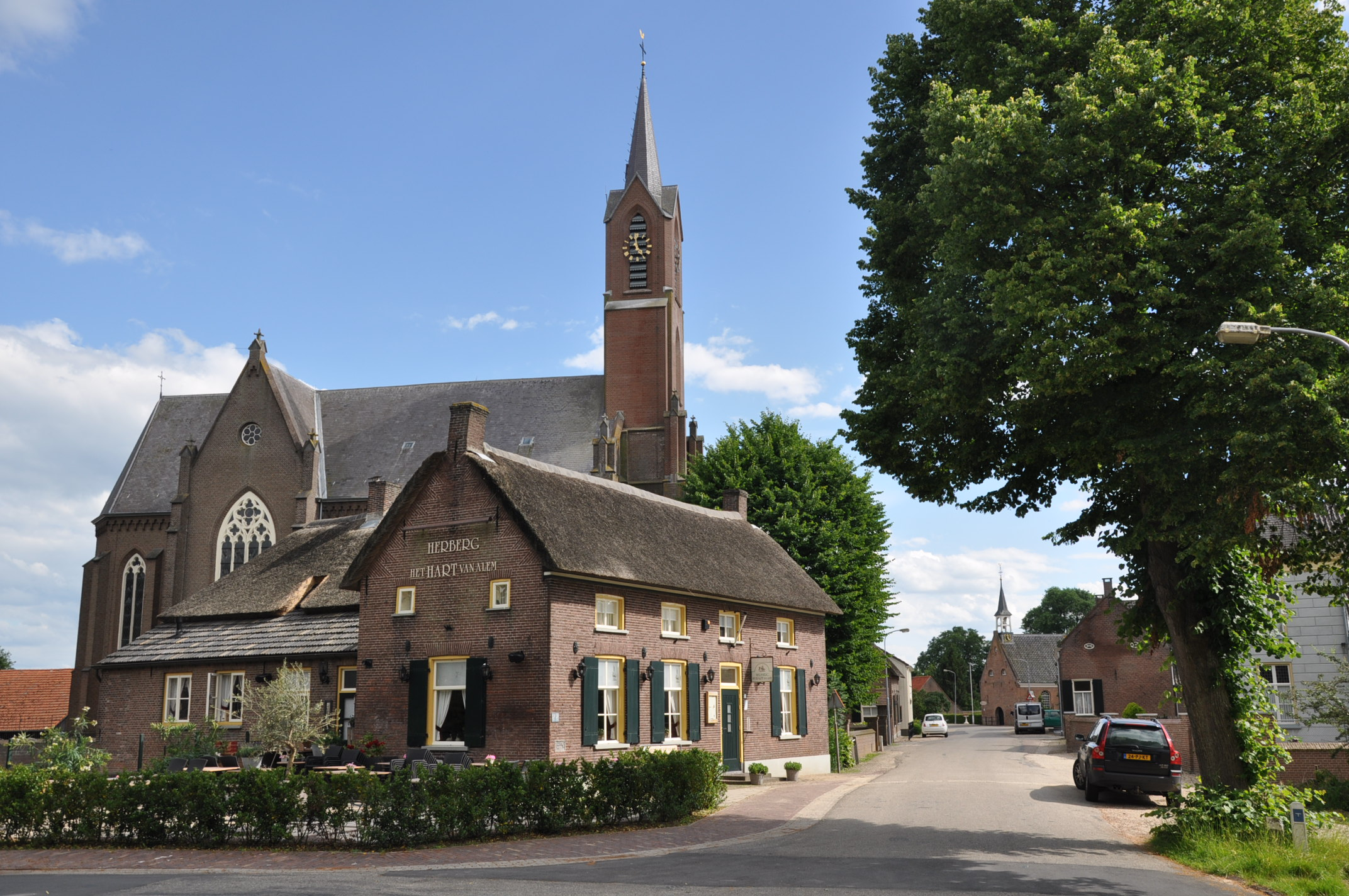
Sint Odradastraat met Herberg "Het Hart van Alem"
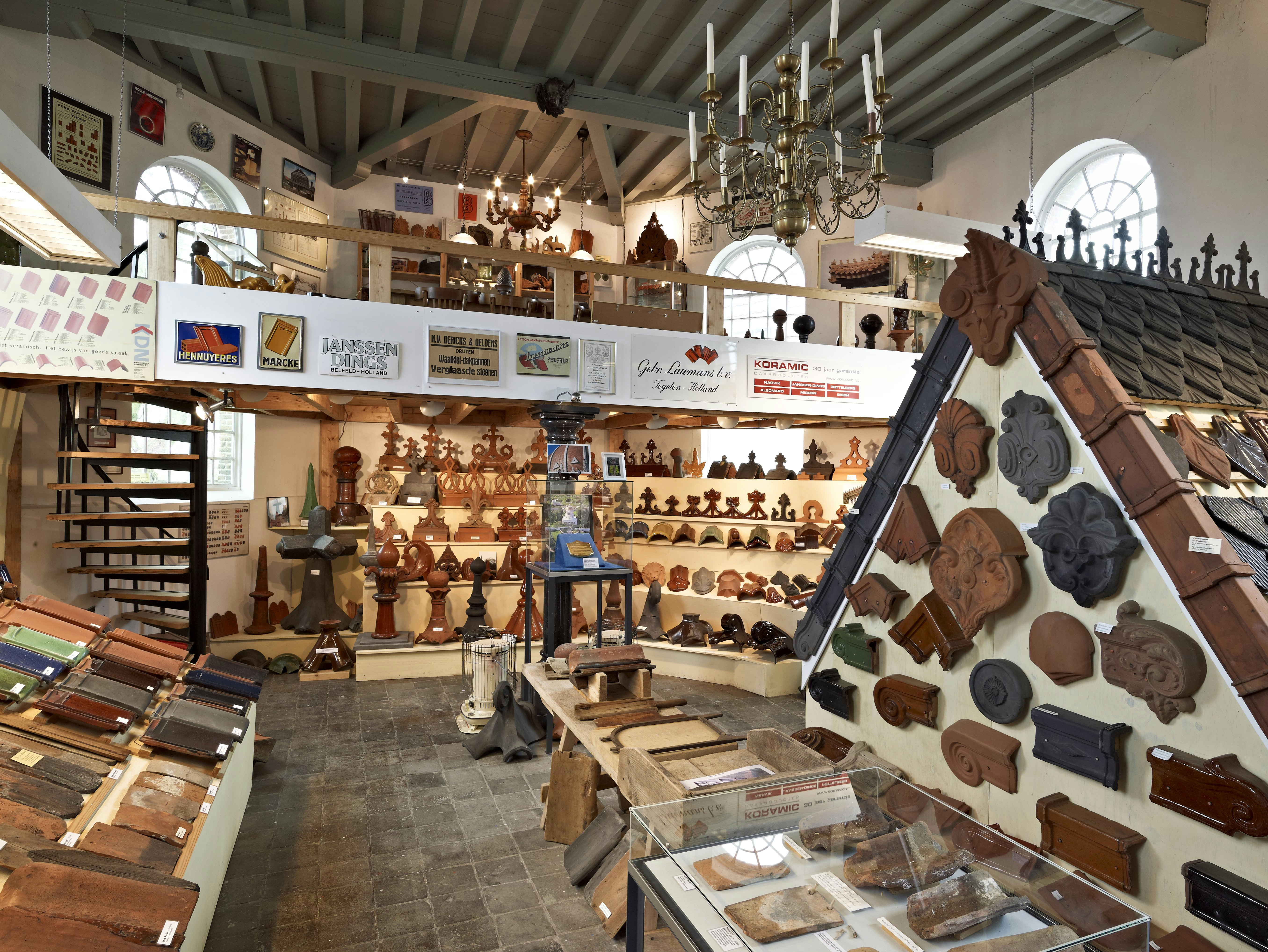
Interieur van het voormalige dakpannenmuseum
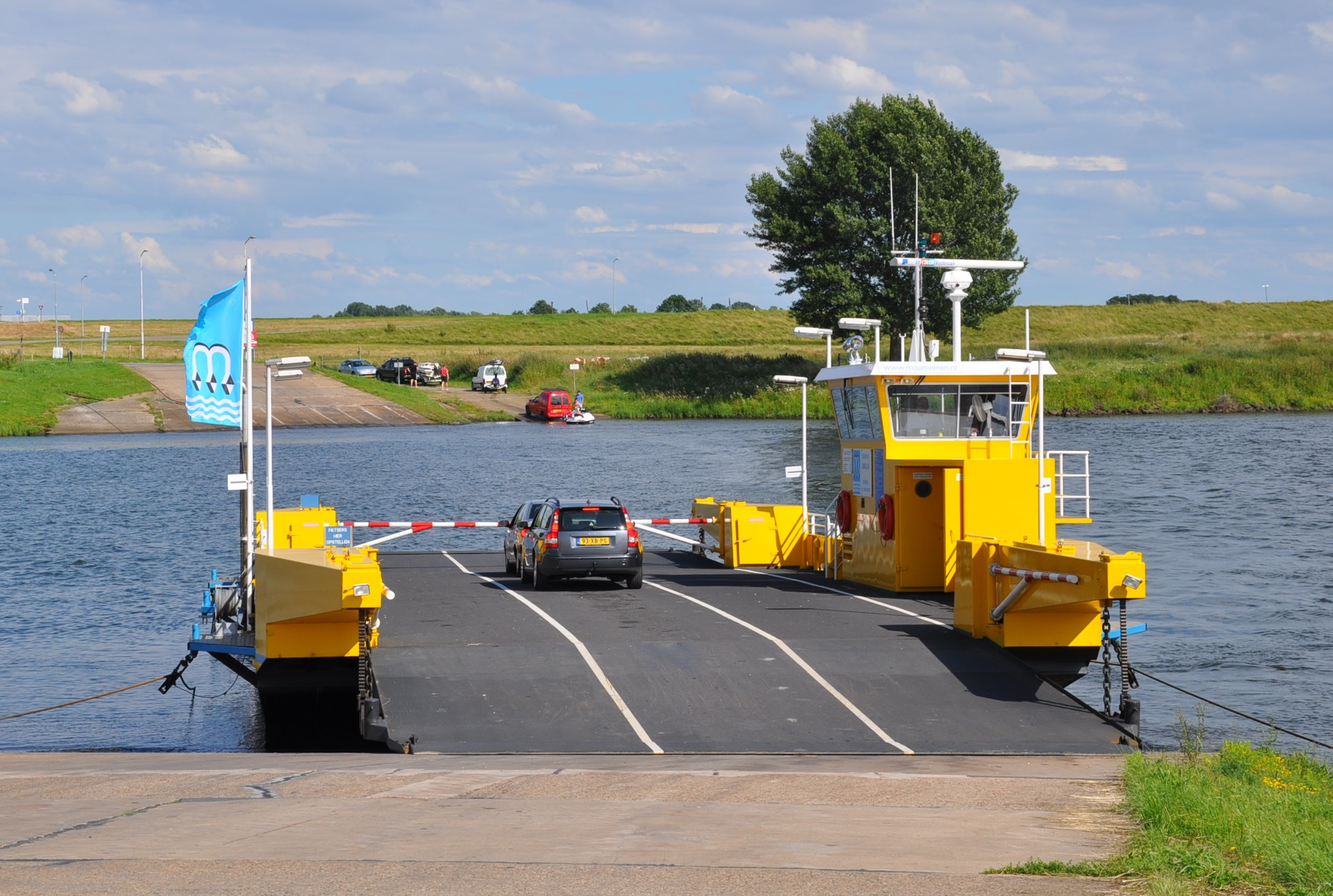
Pont over de Maas bij Alem
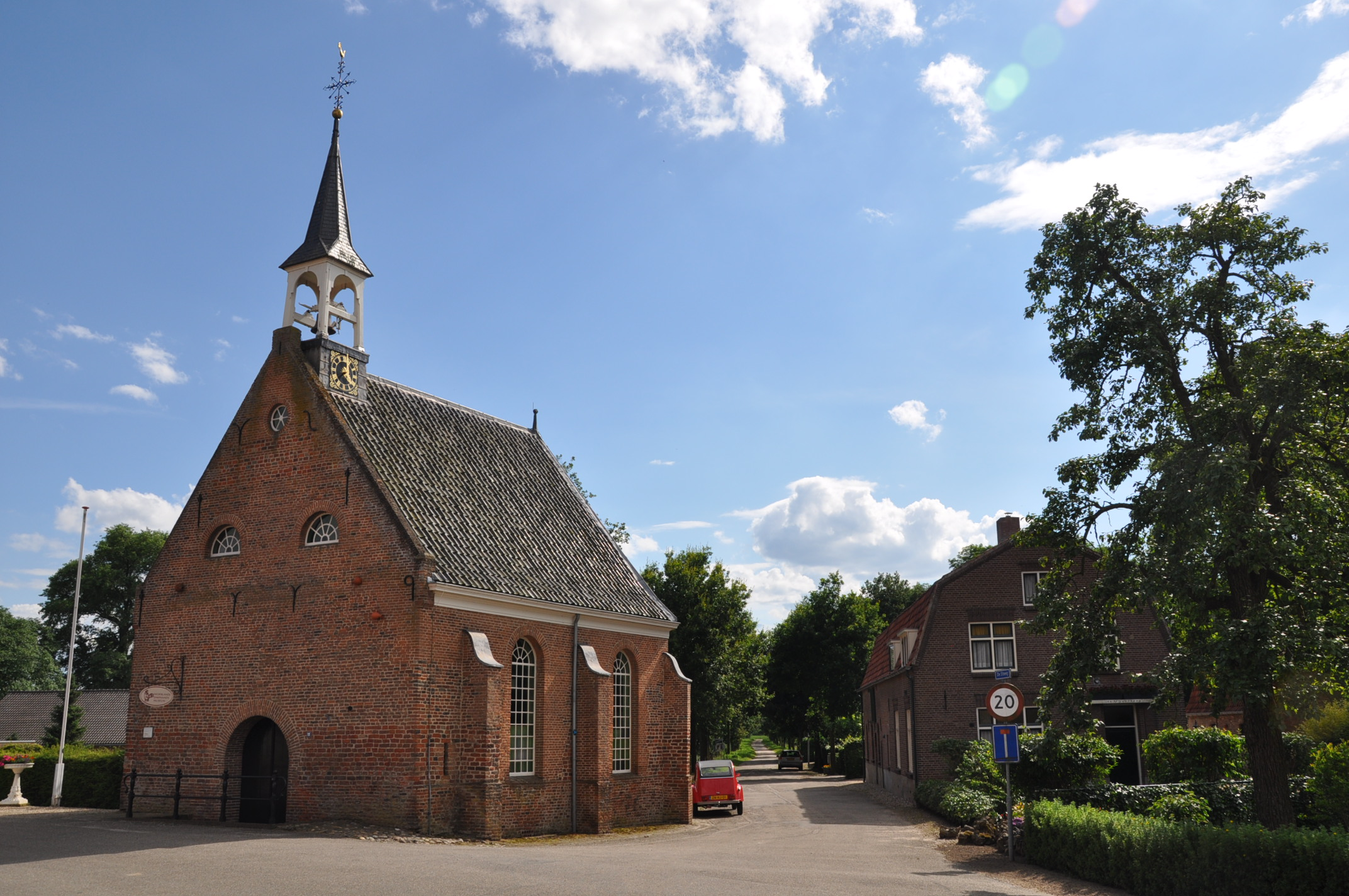
Voormalige Hervormde kerk, later dakpannenmuseum

### Tweede Wereldoorlog
Tijdens de Tweede Wereldoorlog was Alem een niet onbelangrijk dorp, vanwege de veerpont over de Maas. De bezetters konden daar mensen op identiteitsbewijzen controleren of ze gezocht werden, Jood waren of bij het verzet zaten. Johannes Klingen, onderwijzer op de plaatselijke school, raakte bij het verzet betrokken en werd gevangengenomen. Later in 1944 bijna aan het eind van de oorlog werd hij gefusilleerd aan de weg die nog steeds naar hem vernoemd is, de Jan Klingenweg. Daar bevindt zich ook een monument dat aan hem herinnert.

## Bezienswaardigheden
- De voormalige Hervormde kerk is een zaalkerkje dat gebouwd is in 1719, deels met materiaal van zijn voorganger, en op een hoogte is gelegen. Het heeft meubilair uit de 18e eeuw, zoals een preekstoel, lezenaars en een lichtkroon. Er is een klokkenmuseum in gevestigd geweest. Tot 2021 was er het Nederlands dakpannenmuseum gevestigd. Sinds 2024 wordt het gebruikt als evenementenlocatie.
- De Sint-Hubertuskerk uit 1873 werd ontworpen door Arnoldus van Veggel en is een goed voorbeeld van vroege neogotiek. Voordien kerkten de katholieken in een schuurkerk, die geregeld onder water liep. Tijdens de Tweede Wereldoorlog liep de kerk schade op, maar de geallieerden betrapten de Duitsers, die de toren wilden opblazen, nog tijdig, zodat de toren behouden bleef. Het orgel stamt uit 1880 en is gebouwd door de gebroeders Gradussen.
- Op de plaats van de schuurkerk werd de nieuwe pastorie gebouwd, waarvoor de dakspanten van de voormalige schuurkerk gebruikt werden. Deze toonden nog oude schilderingen welke aldus bewaard zijn gebleven maar in 1983 bij een brand alsnog verloren zijn gegaan.
- Herberg "'t Hart van Alem", aan Sint-Odradastraat 5 is een voormalig veerhuis en tegenwoordig café. Het is een T-vormig gebouw van 1850 met mogelijk oudere kelders. De tapkast is van 1880.
- De grafheuvel van 1870 is een familiegraf van de familie Jansen, baksteenfabrikanten. Het is een heuvel met ommuurd gedeelte en bevat een zestal graven, van 1870-1930.
- Het gemaal en het pomphuisje, nabij de Veerdam, van 1930.

## Musea
Tot 2021 was het Nederlands dakpannenmuseum gevestigd in de voormalige Hervormde kerk. De verzameling is voortgekomen uit de privéverzameling van Huub Mombers uit Druten, werkzaam bij Monumentenzorg, die vanaf 1983 dakpannen en keramische dakornamenten begon te verzamelen. De oudste stammen uit ongeveer 1300 en de nieuwste zijn recent. Ook voorwerpen en documenten die betrekking hebben op de nabijgelegen dakpannenfabrieken waren er te vinden, alsmede buitenlandse dakpannen en ornamenten. Er waren meer dan 2500 voorwerpen te bewonderen.

## Natuur en landschap
Lag Alem vroeger op een soort vooruitgeschoven schiereiland dat omringd werd door een maasmeander, sinds de Maasverbeteringswerken ligt het vrijwel op een eiland. De Brabantse wal kan via een pontveer bereikt worden dat over de nieuwe Maasbedding vaart, terwijl de oude meander tot een recreatiegebied is omgevormd. De meander is echter onderbroken, zodat er een verkeersweg naar de voormalige Gelderse oever voert.
In de directe omgeving liggen een aantal kronkelwaarden.

## Verenigingsleven
De enige voetbalclub in Alem is VV Alem. De club is opgericht op 2 september 1930, en vierde haar 80-jarig bestaan met een groot feest. VV Alem speelt haar thuis wedstrijden op het sportcomplex "De Oude Maas" aan de Jan Klingenweg.
Verder is er de plaatselijke Fanfare Alem, die is opgericht op 10 oktober 1965.
Naast deze twee grotere verenigingen is er ook een groot aantal kleine verenigingen, zoals de Alemse Rakkers.

## Voorzieningen
De drie uitgaansgelegenheden zijn het dorpshuis De Drie Linden, Herberg Het Hart van Alem aan de Sint Odradastraat en Jachthaven de Maas aan de Jan Klingenweg.
Er was ook een supermarkt, de Spar, maar die is in 2007 gesloten.
De jachthaven telt 230 ligplaatsen. Tevens is er een eetcafé en een jachtmakelaardij op de jachthaven gevestigd.

## Nabijgelegen kernen
- 't Wild (via veerpont), Maren (via veerpont), Rossum, Kerkdriel, Velddriel, Zaltbommel